# Sucha (województwo wielkopolskie)
Sucha – wieś w Polsce położona w województwie wielkopolskim, w powiecie jarocińskim, w gminie Żerków. Wraz z sąsiednią wsią Sierszew tworzy wspólne sołectwo Sierszew-Sucha.
W latach 1975–1998 miejscowość należała administracyjnie do województwa kaliskiego.
Zobacz też: Sucha, Sucha Wąskotorowa